# Norrbomia sordida
Norrbomia sordida är en tvåvingeart som först beskrevs av Zetterstedt 1847.  Norrbomia sordida ingår i släktet Norrbomia, och familjen hoppflugor. Arten är reproducerande i Sverige.